# Colby Stevenson
Colby Stevenson (n. 3 octombrie 1997, Portsmouth⁠(d), New Hampshire, SUA) este un sportiv ce a reprezentat Statele Unite ale Americii, medaliat olimpic. A participat la o ediție a Jocurilor Olimpice (2022) în care a câștigat o medalie de argint.